# 리처드 래밍
리처드 래밍(Richard Laming, c. 1798 – 1879년 5월 3일)은 영국의 외과의사, 자연 철학자, 발명가, 화학자 및 산업가였다.
그의 기원에 대해 약간의 불확실성이 있다. 그는 1799년 8월 17일 영국 마게이트 에서 패킷 소유자인 James Laming과 Sarah Walton의 아들로 태어났다고 한다.  그에게는 1791년에 태어난 형 James가 있었는데 그는 번영하는 상인이었다. 1825년에 Richard는 Royal College of Surgeons의 회원 자격을 얻었고 런던에서 병원을 설립했다.
여가 시간에 Richard는 전기 이론에 대한 관심을 키웠다. 1838년에서 1851년 사이에 그는 원자의 전기적 구성에 대해 추측하는 일련의 논문을 발표했다. 그는 단위 전하의 아원자 입자가 존재한다는 가설을 세웠는데 그는 이러한 가설을 세운 최초의 사람 중 한 명이다. 그는 원자가 이러한 전기 '원자' 또는 입자의 동심 껍질로 둘러싸인 물질의 핵으로 구성되어 있다고 제안했다. 그는 또한 이러한 입자가 원자에 추가되거나 제거되어 전하가 바뀔 수 있다고 믿었다.
1844년경에 그는 전기 입자의 "완벽한 외부 구형 층"으로 둘러싸인 원자로서 절연체에 대한 메커니즘을 제안했다. 그는 또한 두 원자가 전하를 공유할 때 화학 반응이 일어날 수 있다고 가정했다. 그러나 아마도 그는 자신의 아이디어에 대한 실험적 뒷받침을 제공하지 않았기 때문에 왕립 학회로부터 거의 관심을 받지 못했다.
1838년에 그는 파리로 이사했고 그곳에서 약 10년 동안 머물렀다. 그곳에서도 그의 생각은 거의 관심을 받지 못했고 그는 괴짜로 여겨졌다. 그의 진료는 1842년경에 끝난 것으로 보인다. 그가 영국으로 돌아왔을 때 그의 관심은 화학에 기울었고 석탄 가스 산업에서 일하기 시작했다.
그는 아래와 같은 여러 특허를 신청했다.
- 1844년, 암모니아의 정화 및 적용 개선에 대한 특허.[3]
- 1847년, 철관으로 만든 연속 복열 장치에 대한 특허인데, 현재 이러한 장치로는 최초로 보인다.[4]
- 1850, 석탄 가스를 적용할 수 있는 조명 및 기타 목적을 위한 가스 제조 개선을 대한 특허.[5]
- 1850년, 석탄 가스에서 황화수소와 이산화탄소를 제거하는 방법인 Laming 공정에 대한 특허.[6]
- 1861, 알칼리성 탄산염의 개선된 제조법.[7]

1860년대에 그는 전신에 관심을 갖게 된 것으로 보이는데, 장치 개선을 위해 두 개의 특허를 신청했다. 그는 영국 남부 해안을 따라 살기 위해 1865년경에 은퇴했다. 1879년 5월 3일 서섹스의 아룬델 에서 사망했다. 그는 두 번 결혼하여 적어도 두 명의 아들을 두었다.

## 서지
- Laming, Richard (1838). 《On the Primary Forces of Electricity》. Location.
- Laming, R. (1845). “Observations on a Paper by Prof. Faraday Concerning Electrical Conduction and the Nature of Matter”. 《Philosophical Magazine》 27 (2): 420–423. doi:10.1080/14786444508646245.
- Laming, Richard (1851). 《Matter and Force: An Analytical and Synthetical Essay on Physical Causation》. R. Taylor.
- Laming, Richard (1858). 《A New View of Electrical Action》. Taylor and Francis.
- Laming, Richard (1873). 《God in second causes: a physical principia》.
- Laming, Richard (1874). 《The Spirituality of Causation: A Scientific Hypothesis》. London: Williams and Norgate.